# التدخل الإعلامي في الخصوصية
في سياق تأثير وسائل الإعلام الجماهيرية، يشير مصطلح التدخل الإعلامي في الخصوصية إلى انه "عملية إعلانية تتضمن نشر المعلومات والصور من حياة شخص مما قد نفهمه عادةً على أنه الحياة الشخصية [للفرد] - محددة على نطاق واسع. وهي عملية دعائية (تشمل وسائط الإعلام) تتم على مر الزمن وتنطوي على تدفق المعلومات والصور الشخصية إلى [وسائط الإعلام]. وقد تمت دراسة هذه الظاهرة بشكل أساسي كعملية تشمل المجتمع بأكمله في سياق السياسة، على الرغم من أنه يمكن أن ينطبق على سياقات أخرى.

## تعريفات
تم استخدام مصطلح "التدخل الإعلامي في الخصوصية " لأول مرة وتعريفه على أنه عملية من قبل فان زونين في دراستها للأخبار التلفزيونية الهولندية في الثمانينيات تعرّف زونين  "التدخل الإعلامي في الخصوصية " على أنه عملية يتم من خلالها "نقل القيم من المجال الخاص إلى المجال العام". لا يُنظر إلى هذا فقط في التركيز المتزايد على «مواضيع المصلحة البشرية" ولكن أيضًا في "الطريقة التي يتم بها بناء العلاقة بين الجمهور وقارئ الأخبار. من خلال شخصيات مختارة بعناية وأساليب ودية في الحديث." 
يستخدم هيردمان وآخرون هذا المصطلح في دراستهم للتغيرات في الصحافة السويدية من الثمانينيات ويعرفون التدخل الإعلامي في الخصوصية بأنه عملية تشهد اهتماما صحفيا متزايداً بالأسرة والحياة الجنسية والخاصة، ما يسمونه "المجال الخاص" بدلا من المجال العام. ويقترحون أن "أساليب الحديث والعلاقات مع المصادر والتمثيلات البصرية وتركيز النصوص تتفاعل لخلق نوع من الودية الوسطية الزائفة."
كما تم استخدام مصطلح الخصوصية في بعض الأحيان للدلالة على نفس العملية. على سبيل المثال عرف رهت وشيفر، الخصوصية على انها "تركيز وسائل الإعلام على الخصائص والسمات الشخصية للأفراد المرشحين". ومع ذلك، فإن استخدام هذا المصطلح يمثل مشكلة لأن الكلمة، الأكثر شيوعا المرتبطة ببيع الأصول المملوكة للدولة، تعني عكس وخصخصة شيء عام لا يعني نشر ما هو خاص.
يجادل ستانير بأن التدخل الإعلامي في الخصوصية عملية تتعلق في المقام الأول بتكوين المحتوى ونشره في أي مجتمع ولا ينبغي دمجه بالودية شبه الاجتماعية أو عن بعد بين الجماهير وأولئك الذين يظهرون على شاشة التلفزيون. كان هورتون و وول، اللذان كتبا في الخمسينيات من القرن الماضي، مهتمان بشكل خاص بالعلاقة بين أعضاء الجمهور وأولئك الذين رأوهم على شاشة التلفزيون. لم يكن هورتون ووول مهتمان بالمعلومات والصور التي شهدها أعضاء الجمهور ولم يميزا بين المسائل العامة والخاصة ولكنهما كانا مهتمان بدلا من ذلك بعلاقتهما الوهمية (شبه الاجتماعية) بين أعضاء الجمهور وأولئك الذين رأوهم على شاشة التلفزيون.على الرغم من عدم التقليل من أهمية الجمهور، إلا أن ستانير يلاحظ أن المعلومات والصور التي يعرفها الجمهور هي الأهم في الخصوصية.. إنه التعرض الجماعي للمعلومات والصور مما قد نفهمه عادة على أنه الحياة الشخصية / الخاصة لشخصية عامة بدلا من حياتهم العامة / المهنية. قد نتوقع فقط تبادل المعلومات والصور بين أولئك الذين لديهم علاقة وثيقة. بعبارة أخرى، الشخصيات العامة (السياسيون والمشاهير ونجوم الرياضة وما إلى ذلك) ليست مألوفة لنا فقط (وهذا يمكن التعرف عليه) ولكن من المحتمل أن تنتشر المزيد من المعلومات حول حياتهم الشخصية في وسائل الإعلام، ويشهد الجمهور مزيد من المعلومات عن الحياة الخاصة للشخصيات العامة. يتم التمييز في هذا الصدد بين الود والألفة.
يقترح ستانير أن تدفق المعلومات يمكن أن يأتي من ثلاث مجالات أو نطاقات محددة في الحياة الشخصية. "المجال الأول يتعلق بـ "الحياة الداخلية" للشخص. ويشمل ذلك، على سبيل المثال، صحته ورفاهيته وحياته الجنسية وأمواله الشخصية وأفعاله الجيدة والسيئة والاحداث الاساسية (مثل أعياد الميلاد) وتجارب الحياة وإنجازاته، ولكن أيضًا الخيارات المتعلقة بالطريقة التي يريد بها الفرد أن يعيش حياته. على سبيل المثال، اختيارات أسلوب الحياة، أو طرق التصرف، أو اختيار الدين، أو مسائل الذوق. المجال الثاني يتعلق بالأشخاص المهمين في الحياة الشخصية للشخص وعلاقته مع هؤلاء الممثلين.وهذا يشمل العلاقات مع الشركاء وأفراد الأسرة المباشرين والممتدين والأصدقاء والعشاق خارج اطار الزواج. المجال الثالث يتعلق بمساحة حياة الفرد: وهذا يشمل منزله ولكنه يشمل أيضًا الأحداث في أماكن خارج المنزل حيث لا يؤدي الفرد وظيفة عامة وقد يرغب في الخصوصية، كما هو الحال في العطل العائلية.
في حين يلاحظ ستانير أن التدخل الإعلامي في الخصوصية يتكون من "نشر المعلومات والصور من هذه المجالات الثلاثة"، يلاحظ أيضًا إلى أن مثل هذه المعلومات يمكن أن تدخل المجال العام بموافقة صريحة أو ضمنية من أولئك الذين في الحياة العامة، ويمكن أن تكون إما فاضحة (حيث تكشف عن تجاوز للمعايير الاجتماعية) أو غير فاضحة. مثال على الحالة الاولى "قد يكون بمثابة الكشف عن الذات في برنامج حواري أو في سيرة ذاتية ثم يتم إعادة استخدام هذه المعلومات في وسائل الإعلام". ومثالًا على الحالة الثانية "قد يشمل ذلك صور للسياسيين في الكواليس أو خارج أوقات العمل، التي تم التقاطها بدون إذن المعنيين، وتكشف عن علاقة خارج إطار الزواج.
باختصار، بالاعتماد على هذه التعريفات، يمكن أن ينظر إلى التدخل الإعلامي في الخصوصية على أنه "عملية كشف" على نطاق المجتمع تنطوي على نشر المعلومات والصور من المجالات المختلفة للحياة الشخصية للشخصيات العامة، إما بموافقة صريحة أو ضمنية للفرد المعني أو بدونها.

## التدخل الإعلامي في الخصوصية والتغطية الإعلامية للسياسة التقليدية
لقد تم التعليق كثيرًا على الظهور المتزايد للحياة الخاصة للشخصيات العامة، إلا أنها لم تحظ إلا بالقليل من الاهتمام المستمر وكانت النتائج التي تظهر مختلطة إلى حد ما.  قامت إيريرا بتحليل تغطية الحياة الخاصة للسياسيين الفرنسيين في مجلتين "باري ماتش" و "في.آس. دي" على مدى سبع سنوات بين عامي ١٩٩٠ و١٩٩٧  ووجدت أن علاقات السياسيين وصحتهم الشخصية وحياتهم المنزلية والعائلية وقضاياهم المالية الخاصة وحياتهم السابقة كانت في غلاف المجلتين خصوصا السياسيين الفرنسيين البارزين مثل جاك شيراك وفرانسوا ميتران.
واما بالنسبة للمقالات الصحفية التي تتحدث عن الحياة الشخصية للقادة الوطنيين في المملكة المتحدة، فقد وجد لانجر اتجاهاً تصاعدياً واضحاً بمرور الوقت حيث ارتفعت تغطية حياتهم الخاصة من حوالي ١% في فترة تغطية القائد عام ١٩٤٥ إلى ٨% في فترة رئاسة توني بلير (٢٠٠٧).  وأظهرت دراسة متابعة في فترة (٢٠٠٧-٢٠٠٨) أن تغطية زعيم المعارضة ديفيد كاميرون كانت أكثر تركيزا على حياته الخاصة مقارنة بتغطية حياة توني بلير، بينما كانت تغطية رئيس الوزراء جوردون براون أقل، مما يشير إلى أهمية قادة محددين بالنسبة لمقدار الاهتمام الذي تحظى به حياتهم الخاصة.
ومع ذلك، فإن راهط وشيفر، اللذان قاما بدراسة تغطية الانتخابات في صحيفتين إسرائيليتين رائدتين خلال ١٦ حملة بين عامي ١٩٤٩ و٢٠٠٣، لم يجدا أي اتجاه ملحوظ في التغطية الإعلامية للحياة الشخصية للمرشحين، حيث انه لم يتجاوز التركيز على الحياة الشخصية ١٥% من الأخبار على مر الوقت.
وجد البحث المقارن الوحيد الذي أجراه ستانير حتى الآن بعض الاختلافات المثيرة للاهتمام التي شملت عدة بلدان. وبالنظر إلى التغطية الإعلامية غير الفاضحة والفاضحة في سبع ديمقراطيات (أستراليا، فرنسا، ألمانيا، إيطاليا، إسبانيا، المملكة المتحدة والولايات المتحدة)، وجد البحث أن التدخل الإعلامي في الخصوصية أكثر انتشارا في المملكة المتحدة والولايات المتحدة مقارنة بالدول الأخرى. ويجادل ستانير بأنه لا يوجد سحر او عصا سحرية او رصاصة فضية، مثل تكنولوجيات الاتصالات الجديدة، أو التابلويد التي يمكن أن تفسر الفرق بين البلدان. بل إن النتيجة هي نتيجة لتفاعل معقد بين عوامل ضرورية وكافية تعمل جنباً إلى جنب. وتشمل هذه العوامل: العوامل الشخصية بما في ذلك عمر الشخصية السياسية، والظروف الإعلامية، مثل حجم الصحافة الشعبية ووجود وغياب حماية الخصوصية للشخصيات العامة، والعوامل السياسية، مثل طبيعة النظام السياسي.